# Rochecorbon
 Rochecorbon  es una población y comuna francesa, situada en la región de  Centro, departamento de Indre y Loira, en el distrito de Tours y cantón de Vouvray.

## Demografía
| 2089 | 2216 | 2349 | 2711 | 2685 | 2982 |
| Para los censos de 1962 a 1999 la población legal corresponde a la población sin duplicidades (Fuente: INSEE [Consultar]) |      |      |      |      |      |